# La vida no és un parvulari
La vida no és un parvulari és una sèrie de telefilms alemanys protagonitzats per Oliver Wnuk i produïts per Das Erste des del 2020. Els episodis tenen una durada aproximada de 90 minuts i es van emetre a Das Erste com a part de la franja Endlich Freitag im Ersten. S'ha doblat al valencià per a À Punt, que va estrenar-la l'1 de maig de 2023.

## Premissa
Mentre la Juliana viatja a Zúric per faena, el seu home Freddy cuida els menuts de la casa, alhora treballa com a director de preescolar. A ella, li ofereixen ser cap d'oncologia pediàtrica i vol traslladar-se amb tota la família a Zúric. És una gran decisió, que es tornarà més difícil per l'arribada sorpresa del pare de Freddy, Fritz.

## Producció
El rodatge va tenir lloc a Berlín, Constança i Brandenburg.

## Llista d'episodis
| Núm. | Títol                                                          | Direcció          | Guió        | Data d'emissió original | Data d'emissió a À Punt |
| ---- | -------------------------------------------------------------- | ----------------- | ----------- | ----------------------- | ----------------------- |
| 1    | «La vida no és un parvulari» «Das Leben ist kein Kindergarten» | Katja Benrath     | Oliver Wnuk | 25 de setembre de 2020  | 1 de maig de 2023       |
| 2    | «Una mudança caòtica» «Umzugschaos»                            | Esther Gronenborn | Oliver Wnuk | 12 de novembre de 2021  | 6 de gener de 2025      |
| 3    | «Vaterfreuden»                                                 | Sinje Köhler      | Oliver Wnuk | 27 de gener de 2023     | Sense anunciar          |